# Rue des Tripiers
La rue des Tripiers est une voie de la commune française de Colmar. .

## Situation et accès
Cette voie de circulation, d'une longueur de 100 m (plus un décrochage de 20 m), se trouve dans le quartier centre.
On y accède par la Grand-Rue, la rue de la Montagne-Verte et la place de l'Ancienne-Douane.
Cette voie n'est pas desservie par les bus de la TRACE.